# Jean Chenet
Jean Chenet est un homme politique français né le 25 décembre 1764 à Baâlon (Meuse) et mort le 5 juillet 1838 à Montmédy (Meuse).
Magistrat à Montmédy, il est élu député de la Meuse au Conseil des Cinq-Cents le 25 germinal an VII. Il est président du tribunal civil de Montmédy de 1800 jusqu'à son décès. Il est de nouveau député de la Meuse en 1815, pendant les Cent-Jours.

## Source
- « Jean Chenet », dans Adolphe Robert et Gaston Cougny, Dictionnaire des parlementaires français, Edgar Bourloton, 1889-1891 [détail de l’édition]